# Pachycara alepidotum
Pachycara alepidotum es una especie de pez de la familia de los Zoarcidae en el orden de los perciformes.

## Morfología
- Los machos pueden llegar a alcanzar los 25,5 cm de longitud total y las hembras 28.2.
- Número de vértebras: 92-95.[1]

## Hábitat
Es un pez de mar de aguas profundas que vive entre 788-910 m de profundidad

## Distribución geográfica
Se encuentra en el Brasil.

## Observaciones
Es inofensivo para los humanos. 